# Eginhard Peters

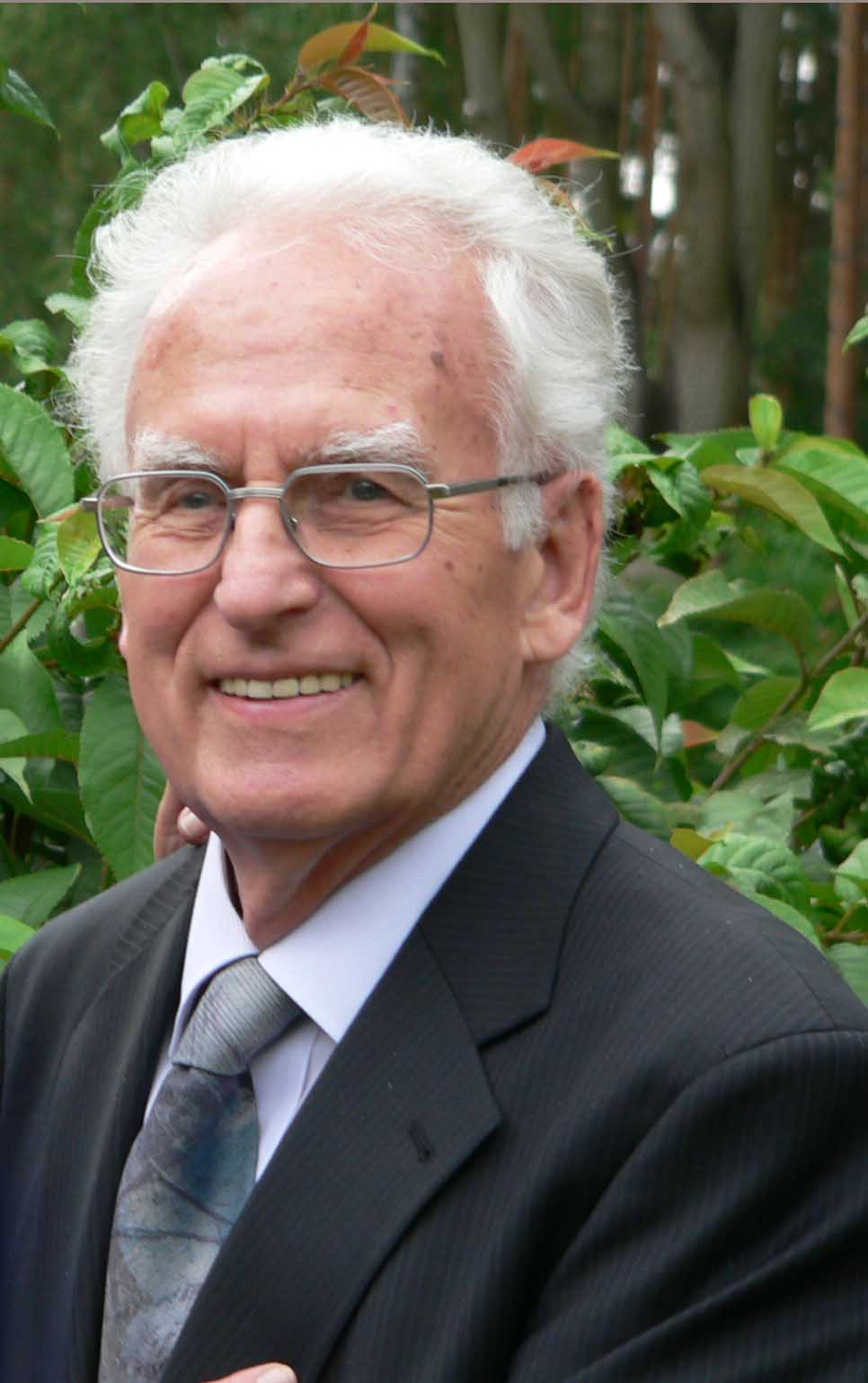
Eginhard Peters, 2008

Eginhard Peters (* 17. Februar 1932 in Franzburg; † 12. September 2014 in Potsdam, Brandenburg) war ein deutscher Meteorologe.

## Leben
Peters wuchs als Kind von Johannes Peters und Frau Gertrud, geborene Buck, in Franzburg bei den Großeltern auf. Die Eltern übernahmen ab 1955 in Gingst eine Molkerei. Peters durchlief die Volksschule und daran anschließend die zwölfklassige Oberschule in Franzburg.
Nach erfolgreichem Abschluss der Schulausbildung begann Peters 1952 ein Studium an der Humboldt-Universität zu Berlin. Die ursprüngliche Absicht, Chemie zu studieren, konnte er nicht umsetzen, da der Studiengang belegt war. Peters entschied sich daraufhin für das Fach Meteorologie. .  
1956–58 wurde Peters Mitarbeiter des Meteorologischen und Hydrologischen Dienstes der DDR in der Zentralstelle des Radiosondendienstes in Berlin/Rummelsburg, wo er in der Technischen Abteilung im Bereich Radiosondeneichung erste Bekanntschaft mit meteorologischer Messtechnik machte. Dort zeichnete er für die Qualitätssicherung der für den Einsatz an den Radiosondenaufstiegsstellen genutzten Radiosonden verantwortlich.
Von 1958 bis 1961 war Peters wissenschaftlicher Mitarbeiter in der Fachabteilung Forschung der Leitung des Meteorologischen Dienstes (MD) der DDR.

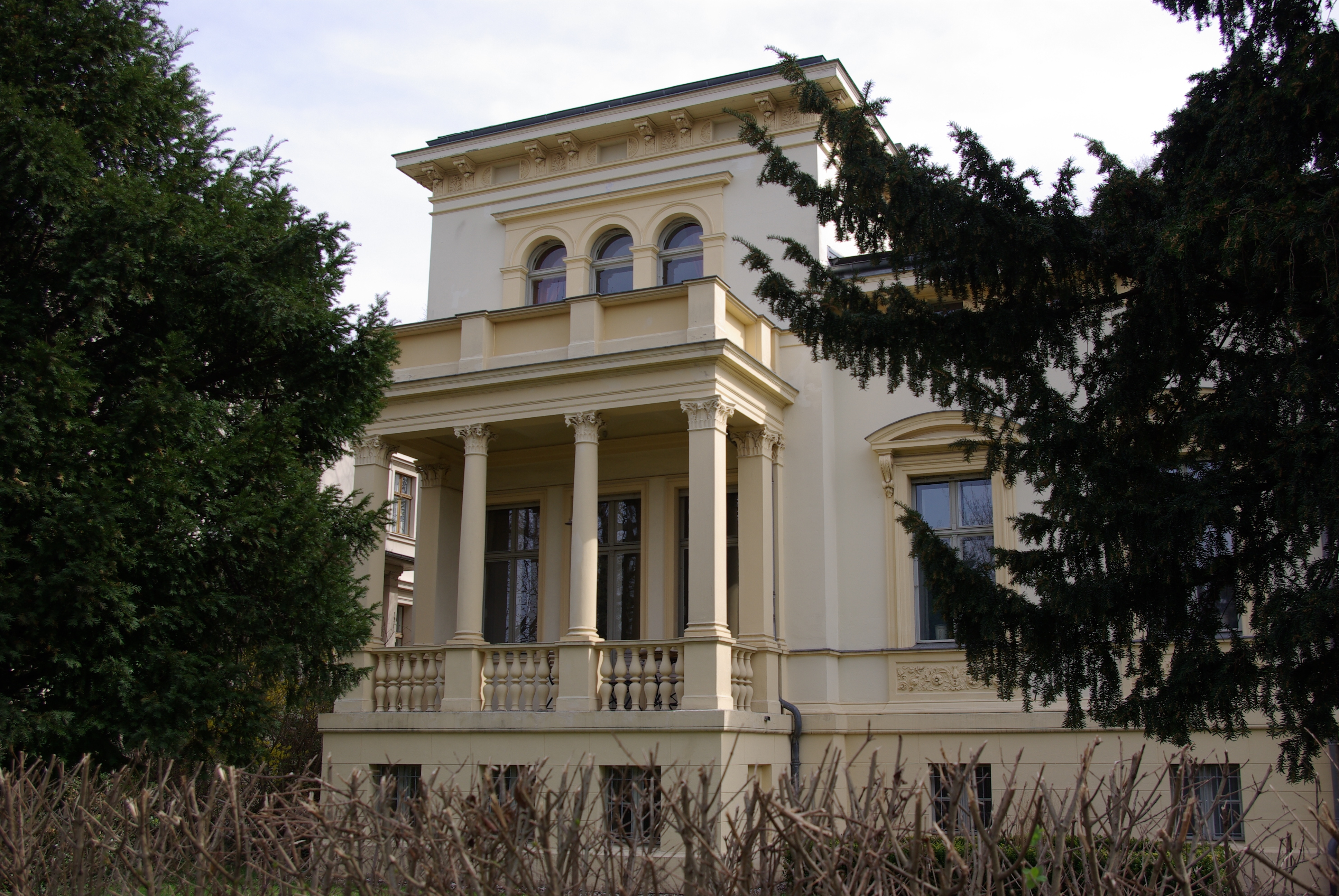
Ehemaliges Instrumentenamt des Meteorologischen Dienstes der DDR in der Puschkinallee in Potsdam

1961 begründete er das Instrumentenamt (IA), dessen Leitung er die folgenden fünf Jahre innehatte. Dabei ging es neben der Gerätebeschaffung für das meteorologische Beobachtungsnetz des MD um die Eichung, die Reparatur der Geräte im IA und deren ständige Wartung im Beobachtungsnetz. In dieser Zeit widmete sich Peters außerdem der Entwicklung einer automatischen meteorologischen Station für den Einsatz im Beobachtungsnetz.
Von 1971 bis 1985 war Peters der Stellvertreter des Direktors des Meteorologischen Dienstes der DDR. Daran anschließend arbeitete er bis 1987 als Leiter der Umweltschutzinspektionen der DDR und war in dieser Eigenschaft stellvertretender Minister für Umweltschutz und Wasserwirtschaft. Nach der Wende wechselte er in die Privatwirtschaft und arbeitete von 1990 bis 1994 im Vertrieb meteorologischer Messtechnik, speziell in den ehemaligen Partnerdiensten des Meteorologischen Dienstes der DDR. 
Peters war verheiratet, aus der Ehe ging ein Sohn hervor. Am 12. September 2014 verstarb Peters und wurde auf dem Neuen Friedhof in Potsdam beigesetzt.

## Projekte

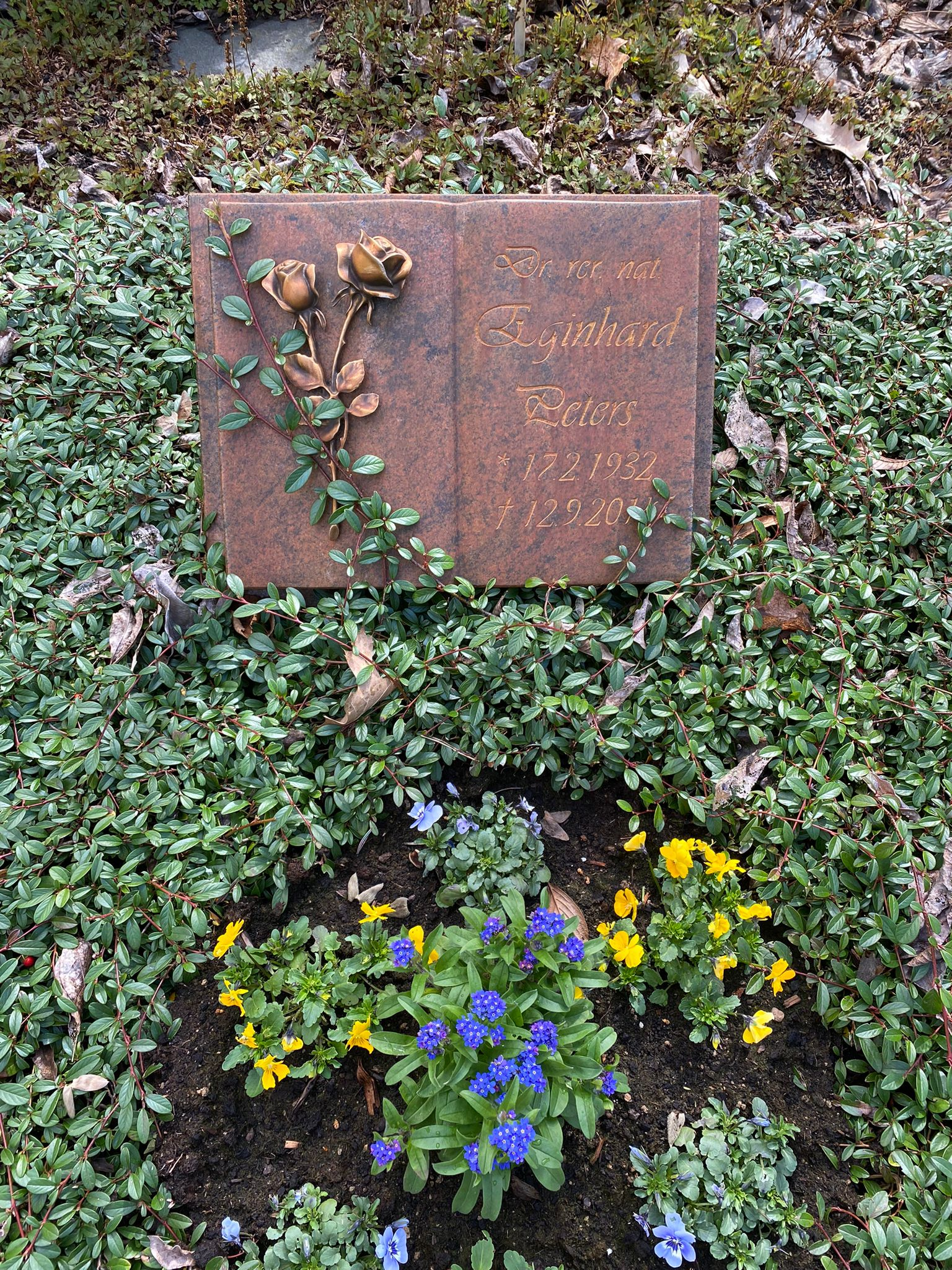
Grabstätte auf dem Neuen Friedhof Potsdam

Im Zuge der Tätigkeit als erster Stellvertreter des Direktors für den praktischen Dienst wurden folgende Projekte durch ihn umgesetzt und gefördert:
- Automatische fernmeldende meteorologische Station 1 und 2
- Das Nachrichtenvermittlungssystem des MD

Als entscheidender Schritt, die langsame Datenversorgung aus Prag mittels Fernschreibern zu überwinden und eine schnellere Datenbereitstellung per Computersystem für die Zentrale und alle Dienststellen des MD zu erreichen. Das Nachrichtenvermittlungssystem verfügte über Bildschirmarbeitsplätze, die meteorologische Daten live und zeitgerecht in Kartenform darstellten, wenn auch nur auf einem schwarz-weißen alphanumerischen Display. Das war der erste meteorologische Arbeitsplatz europaweit und revolutionierte die Arbeit im MD.
Die Zentrale (Kurzfrist und Mittelfrist) und jede Regionaldienststelle im MD sowie die MD der Luftstreitkräfte und der Volksmarine hatten derartige Arbeitsplätze. Das System arbeitete bis Mitte der 1990er Jahre.
- Das sogenannte Mikro-Nachrichtenvermittlungssystem. Da ein Bildschirmarbeitsplatz am Nachrichtenvermittlungssystem den Dienststellen des MD nicht ausreichte, wurde ein Vermittlungs- und Präsentationssystem auf Mikrorechnerbasis entwickelt. Dieses System mit mehreren farbigen und graphischen Arbeitsplätzen arbeitete in allen Dienststellen des MD und jeder Wasserwirtschaftsdirektion. Das letzte System war bis 2005 in einer Wasserwirtschaftsdirektion in Betrieb. Ein derartiges System wurde im Rahmen eines UNO-Projektes 1988 nach Vietnam exportiert.

- Satellitenbildverarbeitung. Früher wurden die Satellitenbilder in analoger Form von ausländischen Diensten empfangen. Zur Überwindung dieses Weges mit schlechter Qualität und verspätetem Bildeingang wurde das Projekt in Zusammenarbeit mit der Akademie der Wissenschaften der DDR realisiert, die für die Entwicklung der Antennen für den geostationären Satelliten Meteosat und den polnahumlaufenden NOAA-Satelliten in Zusammenarbeit mit dem Aeronautischen Observatorium Lindenberg des MD verantwortlich waren. Der MD entwickelte die Anwendersoftware und modifizierte die Computer für die Verarbeitung und Präsentation der Satellitendaten.

Ein derartiges System wurde zusammen mit einem rumänischen Partner im Rahmen eines UNO-Projektes nach Nordkorea geliefert. Das System arbeitete in der Zentrale des MD der DDR bis 1997. 
- Radardatenverarbeitung

Auch hier ging es, wie bei dem „Satellitendaten-Projekt“, um die Ablösung der analogen Technik. Von einem tschechischen Partner wurde die Anwender-Software übernommen und adaptiert. Die Antennen wurden aus der damaligen Sowjetunion geliefert. Das System wurde in den 1990er Jahren stillgelegt.

## Weltorganisation für Meteorologie
Nach der Aufnahme beider deutscher Staaten in die Vereinten Nationen und der Mitgliedschaft des MD in der WMO im Oktober 1973 entstanden dem MD neue Verpflichtungen. So haben Eginhard Peters und Stefan Klemm mehrfach als Mitglieder der CIMO (Kommission für meteorologische Geräte und Beobachtungsmethoden) an Weltkongressen und Technischen Konferenzen wie 1973 in Helsinki, 1977 in Hamburg, 1981 in Mexiko-Stadt, 1985 in Ottawa teilgenommen und sich mit eigenen Beiträgen beteiligt.
1986 leitete Eginhard Peters als Gastgeber die Vorbereitung und Durchführung der WMO-Tagung RA VI in Potsdam, und 1988 war er der von der WMO ernannte Wissenschaftliche Direktor der Technischen Konferenz der CIMO mit einer internationalen Geräteausstellung in Leipzig.

## Naturwissenschaftliche Entdeckungen und Erfindungen
Peters entwickelte eine Vorrichtung und ein Verfahren zur Sichtweitenmessung.
Die Erfindung betrifft eine Messvorrichtung zur Bestimmung der Sichtweite nach dem Prinzip der Vorwärtsstreuung, die aufgrund der Baugröße speziell für den Einbau in Kraftfahrzeugen geeignet ist. Dabei ist die Messvorrichtung so angeordnet, dass das Streuverhalten der Atmosphäre in einem bestimmten Abstand über dem Fahrzeug, quer zur Fahrtrichtung, gemessen wird. Dabei wird die Tatsache ausgenutzt, dass die Sichtweite in der bodennahen Atmosphärenschicht mit einer vertikalen Mächtigkeit von einigen Metern (≤ 10 m) und einer horizontalen Ausdehnung von einigen 100 Metern (≤ 500 m) homogen ist und somit unmittelbar Rückschlüsse von der Sichtweite in vertikaler Richtung auf die Sichtweite in horizontaler Richtung gezogen werden können.

## Auszeichnungen
- Medaille für ausgezeichnete Leistungen
- Verdienstmedaille der DDR in Gold
- Verdienstmedaille der Nationalen Volksarmee in Silber
- Vaterländischer Verdienstorden in Bronze
- Medaille für die Bekämpfung von Katastrophen 1979
- Ehrennadel der Gesellschaft zur Verbreitung wissenschaftlicher Kenntnisse in Silber
- Verdienstmedaille der NVA in Gold
- Banner der Arbeit I

## Mitgliedschaften
Eginhard Peters war Mitglied
- im Präsidium der Gesellschaft zur Verbreitung wissenschaftlicher Kenntnisse
- im Präsidium der Deutschen Meteorologischen Gesellschaft
- im Zentralvorstand der Gewerkschaft der Wissenschaften
- im Wissenschaftlichen Beirat der Universität Greifswald
- in der Kreisleitung der SED des Meteorologischen Dienstes